# Heath Evans
Bryan Heath Evans (* 30. Dezember 1978 in West Palm Beach, Florida) ist ein ehemaliger US-amerikanischer American-Football-Spieler auf der Position des Fullbacks. Er spielte für die New Orleans Saints, die New England Patriots, die Miami Dolphins und die Seattle Seahawks in der National Football League (NFL).

## College
Evans ging auf die Auburn University, spielte College Football für die Auburn Tigers und wurde dort zweimal zum All-Star-Team einberufen.

## NFL
Evans wurde als erster Fullback bei der NFL Draft 2001 ausgewählt – die Seattle Seahawks wählten ihn in der dritten Runde aus. Vier Jahre blieb er bei den Seahawks, bis er im Frühling 2005 einen Vertrag mit den Miami Dolphins abschloss. Dort verblieb er jedoch nur bis zur sechsten Woche der kommenden NFL-Saison und wechselte dann zu den New England Patriots. Er erwies sich nicht als Fehlinvestition und erzielte einige Touchdowns. Bei den Patriots verlängerte er zweimal seinen Vertrag und spielte bis 2009 bei ihnen. Als Free Agent wurde er dann von den New Orleans Saints verpflichtet. Dort spielte er sechs Spiele, bevor er sich gegen die Dolphins eine Knieverletzung zuzog und auf die Injured Reserve List gesetzt wurde. Während dieser Zeit, konnten die Saints den Super Bowl Champion XLIV gewinnen. Am 24. August 2011 gab er auf Twitter bekannt, dass er seine Profi-Karriere beendet.
| Personendaten    | Personendaten                               |
| ---------------- | ------------------------------------------- |
| NAME             | Evans, Heath                                |
| ALTERNATIVNAMEN  | Evans, Bryan Heath (vollständiger Name)     |
| KURZBESCHREIBUNG | US-amerikanischer American-Football-Spieler |
| GEBURTSDATUM     | 30. Dezember 1978                           |
| GEBURTSORT       | West Palm Beach, Florida                    |